# Phorotrophus ater
Phorotrophus ater là một loài tò vò trong họ Ichneumonidae.